# Sebastián Ballesteros
Sebastián Ballesteros (o en la grafía inglesa Sebastian Ballesteros), es un personaje ficticio del cómic, es uno de los supervillanos del conjunto Cheetah publicado en Estados Unidos por la DC Comics. Uno de sus principales dibujantes es Phil Jiménez.

## Características principales
Sebastián Ballesteros es un magnate financiero nacido en Argentina y el primer hombre del grupo The Cheetah, siendo un agente de la reina amazona Circe de la cual es también el amante.
En la segunda versión de The Cheetah se destaca por buscar la divinidad vegetal llamada Urzkartaga para obtener superpoderes.
Aparece representado como un ser mezcla de humano y felino (en este caso un yaguar) lo mismo que Barbara Ann Minerva.
- Datos: Q11703676